# Sân bay Lappeenranta
Sân bay Lappeenranta là một sân bay ở Lappeenranta, Phần Lan (IATA: LPP, ICAO: EFLP). Năm 2005, sân bay này đã phục vụ 50.000 lượt khách. Đây là một trong những sân bay cũ nhất ở Phần Lan.

## Các hãng hàng không và tuyến bay
- AirBaltic: Riga
- Ryanair: Brüssel-Charleroi, Weeze, Bergamo